# Џенифер Еспозито
Џенифер Еспозито (енгл. Jennifer Esposito; Њујорк 11. април 1973) америчка је глумица.
Еспозитова је најпознатија по улози посебне агенткиње Александре Квин у ТВ серији Морнарички истражитељи.